# Стоун, Дэвид (клавишник)
Дэвид Стоун (англ. David Stone, настоящее имя Майкл Дэвид Стоянов, англ. Michael David Stoyanoff; 20 марта 1953, Торонто, Канада) — канадский клавишник русского происхождения[уточнить]. Играл в группах «Symphonic Slam», «Rainbow», «Cosmic Ray», «Max Webster», «BB Gabor», «Whitehorse», «Le Mans», «Three Dog Night».
Дэвид Стоун был клавишником канадской арт-роковой группы "Symphonic Slam", когда Ричи Блэкмор, уволивший на тот момент Тони Кэйри, оставил "Rainbow" без клавишника. Ричи услышал по радио песню группы "Symphonic Slam", в которой звучало соло Стоуна, и решил пригласить этого клавишника в группу.

## Дискография
Symphonic Slam
- 1976 — Symphonic Slam

Rainbow
- 1978 — Long Live Rock 'N' Roll
- 1986 — Finyl Vinyl
- 2006 — Live in Munich '77

Oak
- 1979 — Oak

The Instep
- 1979 — Eleven Steps to Power